# Vlag van Haute-Saône

Vlag van Haute-Saône

De vlag van Haute-Saône is de niet-officiële vlag van het Franse departement Haute-Saône. Net als de meeste andere departementen van Frankrijk heeft Haute-Saône geen officiële vlag, maar wordt de hier rechts afgebeelde vlag op niet-officiële wijze gebruikt. De vlag is afgeleid van het wapen van dit departement.
De vlag bestaat uit:
1. Bovenste deel:
  - Een rood veld met een golvende witte lijn in het midden.
2. Middelste deel:
  - Een blauwe achtergrond met een patroon van gouden rechthoekige blokken.
  - Centraal staat een gele, gekroonde leeuw met rode tong en rode klauwen. De leeuw houdt een witte halve maan vast in zijn rechterklauw.

Het ontwerp is gebaseerd op de vlag van Franche-Comté, met een halve maan uit het wapen van Vesoul. De golvende banen en het hoofd verwijzen naar de rivier de Saône. De vlag is geïnspireerd op het ontwerp van het wapen dat in 1965 is aangenomen door de Algemene Raad.
Naast deze vlag is er een logovlag in gebruik.

Vlag van Franche-Comté
Wapen van Vesoul
Logovlag